# Portuñol
Portuñol eller portunhol (bildat av português och español) är en blandning av portugisiska och spanska som talas i Sydamerika, främst i gränstrakterna mellan Brasilien och Argentina/Uruguay.
Portuñol eller portunhol används också dagligen som benämning på det "språk" som uppstår då portugisisktalande eller spansktalande med begränsade kunskaper i det andra språket försöker anpassa sitt eget språk till det andra språkets uttalsmelodi och ändelser.